# Купер Еміль Альбертович
Еміль Альбертович Купер (1 [13] грудня 1877; Херсон — 19 листопада 1960, Нью-Йорк) — американський диригент єврейського походження.

## Біографія

### Початок творчості
Закінчивши музичне училище в Одесі по класах скрипки і композиції, почав займатися диригуванням, спочатку самостійно, а потім брав уроки у Артура Нікіша. Вперше став за диригентський пульт в 1896 році, працював у Київській опері (1900—1904, антреприза Михайла Бородая), приватній опері Зиміна в Москві, де під його управлінням в 1909 році вперше прозвучала опера Миколи Римського-Корсакова «Золотий півник», нарешті, у Російської імперської опері.
Виступаючи не тільки як оперний, але і як симфонічний диригент, Еміль Купер дав ряд прем'єр творів Миколи Метнера, Миколи М'ясковського (Третя симфонія, 1915), Сергія Рахманінова, Олександра Скрябіна, Рейнгольда Глієра (симфонія «Ілля Муромець», 1912) та інших сучасних йому композиторів. Талант музиканта визнав Сергій Дягілев, який запросив його диригувати до «Російських сезонів». Так, під управлінням Купера відбулося знамените представлення опери Модеста Мусоргського «Борис Годунов» з Федором Шаляпіним у головній ролі.

### Петроградський період
Після Жовтневого перевороту 1917 року Олександр Глазунов запросив Купера диригувати до Петербурзького державного театру опери та балету і до оркестру Петроградської філармонії.

### Європейсько-американський період
Пропрацювавши в Петрограді деякий час, Купер у 1922 році вирішив виїхати з СРСР, влаштувавшись у Парижі. В цей час він багато гастролював, через кілька років став художнім керівником Ризької опери, а ще через три роки отримав місце диригента в Чикаго. Повернувшись до Європи в 1932 році, музикант продовжував концертувати до 1939 році, коли знову повернувся до США. Після Другої світової війни Купер став одним з диригентів театру Метрополітен-опера в Нью-Йорку, де керував американською прем'єрою опери Бенджаміна Бріттена «Пітер Граймс» та новою редакцією «Хованщини» Модеста Мусоргського.
З 1950 року диригент працював у Монреалі, розширивши репертуар, виконав до того невідомі в Канаді опери Сергія Прокоф'єва і Джанкарло Менотті.
Збереглися ряд записів Еміля Купера — опера Амількаре Понк'єллі «Джоконда», Шарля Гуно «Ромео і Джульєтта» та кілька інших.